# مجلس آل غنيمة
مجلس آل غنيمة من مجالس المسيحيين في بغداد، ولهم مكانة بين أبناء الطوائف الأخرى، وكان لهم دور كبير في ميدان البحث والتحقيق ونبغ منهم العلامة النحوي الأديب يوسف غنيمة ابن رزق الله يوسف غنيمة، وهو من علماء اللاهوت ويعتبر مرجع من مراجع اللغة العربية، وكان له مجلس يعقده في دارهِ يجتمع إليه العلماء والأدباء وتدور بينهم أحاديث العلم وتناقش على بساط البحث وقائع التأريخ والأخبار، وتقلد يوسف غنيمة مناصب وزارية كثيرة في الدولة العراقية بالعهد الملكي، ونال ثقة المسؤولين العراقيين لما يحمله من طيب معشر وحسن خلق، ولقد توفي في لندن عام 1370هـ/ 1950م، ونقل رفاته إلى بغداد.

## مؤلفاته
- تجارة العراق قديما وحديثا، طبع سنة 1922م.
- نزهة المشتاق في تأريخ يهود العراق، طبع سنة 1924م.
- تأريخ مدن العراق، طبع سنة 1923م.